# Wen Jiabao
Wen Jiabao, född 15 september 1942 i Tianjin, Kina, var Kinas sjätte premiärminister 2003-13 samt ledare för Kinas statsråd. I egenskap av premiärminister betraktades Wen som den ledande gestalten bakom Kinas ekonomiska politik. Han var ledamot i Politbyråns ständiga utskott för Kinas kommunistiska parti 2002-12.

## Studier och tidig karriär
Wen föddes i Tianjin 1942 och studerade vid den prestigefyllda Nankai High School, där den tidigare premiärministern Zhou Enlai också studerat. Han gick med i Kinas kommunistiska parti 1965. Efter en forskarexamen i geomekanik vid Beijing Institute of Geology, arbetade han åren 1968-1978 vid den geologiska byrån i Gansu, där han innehöll flera ledande politiska poster och förblev i Kinas norra delar under sin klättring uppför den byråkratiska stegen.

## Karriär på nationell nivå
Under 1980-talet flyttade han till Peking där han valdes in i centralkommittén på 1980-talet och i politbyrån 1997. Den dåvarande generalsekreteraren i kommunistpartiet Hu Yaobang fick då upp ögonen för honom och gav honom flera ledande uppgifter inom sekretariatet. Wen blev chef för Centralkommitténs allmänna kontor 1986 och är den ende som i denna egenskap tjänat under tre generalsekreterare, Hu Yaobang, Zhao Ziyang och Jiang Zemin. Trots att Wen följde med Zhao Ziyang när denne gjorde sitt sista offentliga framträdande inför studentdemonstrationerna i maj 1989, lyckades Wen överleva utrensningarna i partiet som följde undertryckandet av rörelsen i juni samma år. År 1998 blev han befordrad till posten som vice premiärminister av Zhu Rongji, hans mentor, och övervakade de breda områdena jordbruk och ekonomi.

## Kinas premiärminister
Under 1990-talet anförtrodde den dåvarande premiärministern Zhu Rongji Wen flera viktiga uppdrag. Han valdes in i Politbyråns ständiga utskott i november 2002 och 2003 blev Wen premiärminister. Wens första utmaning som premiärminister var att hantera SARS-krisen i februari-mars 2003, då han avskedade flera partifunktionärer för deras passivitet inför epidemin.
Sedan tillträdandet som premiärminister år 2003 har Wen tillsammans med president Hu Jintao varit en viktig del av  fjärde generationens ledarskap i Kinas kommunistiska parti. Oftast lugn och känd för sin starka arbetsmoral har Wen kommit att bli en av de mest synliga medlemmarna i den sittande kinesiska administrationen, och har kallats "folkets främsta premiärminister" av både inhemska och utländska medier.
Wen har en folkligare framtoning än kommunistpartiets ledare Hu Jintao och har gjort flera framträdanden i samband med nationella katastrofer. Under 2008 gjorde han flera uppmärksammade framträdanden bland annat under snöstormarna i januari och under katastrofarbetet efter jordbävningen i Sichuan 2008.
Beskriven som en person med vanlig bakgrund och en populistiskt strategi har Wens inhemska dagordning varit märkt av en betydande förskjutning från de tidigare administrationerna. Istället för att koncentrera sig på BNP-tillväxt i stora städer och rika kustområden har Wen förespråkat en mer balanserad strategi för att utveckla Kinas norra delar samt gjort främjande åtgärder för jordbrukare och migrerande arbetstagare. Internationellt spelade Wen en nyckelroll i Kinas svar på den globala finanskrisen och de efterföljande stimulansprogrammen.